# Alfabeto ugarítico
El alfabeto ugarítico es un alfabeto consonántico cuneiforme que fue empleado alrededor de 1500 a. C. para representar gráficamente el idioma ugarítico, una extinta lengua cananita, descubierta en Ugarit, en la actual Siria, en 1928. Este sistema de escritura poseía 31 letras. Otras lenguas del área de Ugarit (particularmente la lengua hurrita) también utilizaban este alfabeto. 
Las tablas de arcilla escritas en ugarítico constituyen las primeras evidencias de los órdenes alfabéticos levantino y meridional, que más tarde evolucionarían para dar los órdenes del hebreo, griego, y latino por un lado, y el del alfabeto amhárico por otro. 
El sentido de la escritura en este sistema era de izquierda a derecha. 

## Origen
En los tiempos en que el alfabeto ugarítico se usaba (aprox. 1500-1300 a. C.), Ugarit se encontraba en el centro del mundo literario, que por entonces incluía Egipto, Asia Menor, Chipre, Creta y Mesopotamia/Elam. El ugarítico combinaba las características más avanzadas de los sistemas cuneiformes y jeroglíficos conocidos; escrituras ambas que habían ido desarrollándose hacia sistemas más silábicos y menos logográficos, en un abyad.
Los estudiosos han buscado en vano prototipos gráficos de los caracteres ugaríticos en el cuneiforme mesopotámico. Recientemente, se ha especulado que el ugarítico podría representar algún carácter del alfabeto protosemítico, distorsionado debido a la adaptación a la escritura en arcilla con un estilete. Puede existir también en alguna medida influencia del poco entendido Silabario de Biblos, al que a veces se califica de "pseudo-jeroglífico".
Se ha propuesto que las dos formas básicas de la escritura cuneiforme, la cuña linear (𐎂) y la cuña angulosa (𐎓), pueden corresponder a líneas y círculos en los alfabetos semíticos lineares: las tres letras semíticas con círculos preservadas en los caracteres del alfabeto griego Θ, O y latino Q, están escritas con cuñas angulosas en ugarítico: 𐎉 (Tet), 𐎓 (Ain) y 𐎖 (Qopa). Otros caracteres parecen también similares: 𐎅 (Ho) se asemeja a su cognado griego E, mientras que 𐎆 (Wo), 𐎔 (Pu) y 𐎘 (Thanna) son parecidas a los caracteres griegos Y, Π y Σ invertidos.
Jared Diamond cree que el alfabeto fue diseñado conscientemente, citando como evidencia la posibilidad de que los caracteres con menos cuñas podían haber sido los más frecuentes.

## Abecedarios
Listas de letras ugaríticas se han encontrado en dos órdenes alfabéticos: el "orden semítico septentrional" es más similar al orden del alfabeto hebraico y fenicio, y más distante de los alfabetos griego y latino; y el "orden semítico meridional" es más similar al alfabeto árabe meridional, y más distante al alfabeto amhárico. En el cuadro mostrado abajo, los caracteres son dados en transcripción y en sus cognados hebraicos. Letras perdidas del alfabeto hebraico fueron dejadas en blanco. 
Semítico septentrional
| ’a | b | g | x  | d | h | w | z | ħ | ṭ | y | k | š | š' | l | m | ð  | n | ẓ  | s | c | p | ṣ | q | r | θ | γ  | t | ś | ’i | ’u |
| א  | ב | ג | ח׳ | ד | ה | ו | ז | ח | ט | י | כ |   |    | ל | מ | ד׳ | נ | ט׳ | ס | ע | פ | צ | ק | ר | ש | ע׳ | ת | שׂ |    |    |

Semítico meridional
| h | l | ħ | m | q | w | š | r | t | s | k | n | x  | b | ś | p | ’ | c | ẓ  | g | d | γ  | ṭ | z | ð  | y | θ | ṣ |
| ה | ל | ח | מ | ק | ו |   | ר | ת | ס | כ | נ | ח׳ | ב | שׂ | פ | א | ע | ט׳ | ג | ד | ע׳ | ט | ז | ד׳ | י | ש | צ |

## Caracteres

Alfabeto ugarítico.

| 𐎀 | ʾa                  | ʔa                  |
| 𐎁 | b                   | b                   |
| 𐎂 | g                   | g                   |
| 𐎃 | ẖ                   | x                   |
| 𐎄 | d                   | d                   |
| 𐎅 | h                   | h                   |
| 𐎆 | w                   | w                   |
| 𐎇 | z                   | z                   |
| 𐎈 | ḥ                   | ħ                   |
| 𐎉 | ṭ                   | ṭ                   |
| 𐎊 | y                   | j                   |
| 𐎋 | k                   | k                   |
| 𐎌 | š                   | ʃ                   |
| 𐎍 | l                   | l                   |
| 𐎎 | m                   | m                   |
| 𐎏 | ḏ                   | ð                   |
| 𐎐 | n                   | n                   |
| 𐎑 | ẓ                   | ẓ                   |
| 𐎒 | s                   | s                   |
| 𐎓 | ʿ                   | ʕ                   |
| 𐎔 | p                   | p                   |
| 𐎕 | ṣ                   | ṣ                   |
| 𐎖 | q                   | q                   |
| 𐎗 | r                   | r                   |
| 𐎘 | ṯ                   | θ                   |
| 𐎙 | ġ                   | ɣ                   |
| 𐎚 | t                   | t                   |
| 𐎛 | ʾi                  | ʔi                  |
| 𐎜 | ʾu                  | ʔu                  |
| 𐎝 | s2 / ś              |                     |
| 𐎟 | separa las palabras | separa las palabras |

## Unicode
En el sistema Unicode, el código para el alfabeto ugarítico es U+10380 - U+1039F.